# James Bertie
James Bertie (13 mars 1674-18 octobre 1735) de Stanwell et Westminster, Middlesex, est un homme politique conservateur britannique qui siège à la Chambre des communes pendant 34 ans entre 1695 et 1734. 

## Jeunesse et mariage
Il est né en 1674, le deuxième fils de James Bertie (1er comte d'Abingdon) et son épouse Eleanor Lee, la fille aînée de Sir Henry Lee, 3e baronnet et de son épouse Ann Danvers.Henry Bertie, député, l'un des propriétaires de Lords de Caroline est son frère cadet. Le 5 janvier 1692, il épouse l'hon. Elizabeth Willoughby, la fille de George Willoughby, 7e baron Willoughby de Parham. 
Elizabeth a reçu un héritage étendu de son grand-oncle John Cary (décédé en 1686), dont le manoir de Stanwell, à condition qu'elle épouse Lord Guilford dans les trois ans de sa mort, l'héritage serait allé autrement à Anthony Cary (5e vicomte Falkland) (décédé en 1694), et ensuite à Edward Cary (décédé 1692), cousin germain de John, et ses héritiers. Ses fiduciaires sont parvenus à un accord avec Falkland et Edward Cary pour lui permettre de profiter de la succession à vie, malgré son échec à épouser Lord Guilford, et elle a ensuite épousé Bertie. Cependant, l'accord prend fin à la mort d'Edward Cary et de Falkland, et lorsque le fils d'Edward Lucius succède à Anthony dans la pairie, son tuteur poursuit Elizabeth pour réclamer la succession . La Cour de chancellerie s'est prononcée en faveur de Lord Falkland en 1698 et Bertie a fait appel du décret devant la Chambre des lords. Il réussit à obtenir un usufruit à vie pour Elizabeth sur le domaine de Stanwell, avec réversion pour Lord Falkland, mais un document diffusé par son frère Robert en son nom abusa du lord chancelier John Somers, ce qui créé un scandale, pour lequel Lord Abingdon est obligé de s'excuser auprès des Lords. 

## Carrière
Il est élu sans opposition en tant que député de New Woodstock aux élections générales de 1695, et est réélu sans opposition à nouveau en 1698 et aux deux élections générales de 1701. Élu lors d'un scrutin aux élections générales de 1702, il se retire en faveur de son frère Charles en 1705. Il ne s'est pas représenté en 1708. 
Aux élections générales de 1710, il est élu député de Middlesex. En 1712, il est nommé commissaire aux égouts de Tower Hamlets. Il est réélu sans opposition dans le Middlesex en 1713. En 1714, il devient commissaire à la navigation sur la Trent et intendant de Grosmont, Skenfrith et White Castle du Duché de Lancastre, poste qu'il occupe jusqu'en 1720. Il est élu pour le Middlesex dans un scrutin aux Élections générales britanniques de 1715 et s'est ensuite opposé au gouvernement whig dans tous les votes enregistrés. Bien que le domaine de Stanwell soit passé à Lord Falkland à la mort de sa femme cette année-là, l'influence électorale personnelle de Bertie dans le Middlesex est restée forte. Aux élections de 1722, il est réélu dans le Middlesex, où il dirige le scrutin et à Westbury, où son frère Montagu Venables-Bertie (2e comte d'Abingdon) est seigneur du manoir. 
Le 2 décembre 1724, Bertie appuie une motion présentée par John Barnard pour un comité chargé d'enquêter sur les crimes commis à Wapping, où les débiteurs fuyant les huissiers de justice se sont rassemblés et terrorisé le quartier . Il fait partie de la commission d'enquête, qui rend compte du projet de loi qui est devenu une loi en 1724. Il dirige de nouveau le scrutin dans le Middlesex lors des élections de 1727, mais ne s'est pas représenté dans cet arrondissement aux élections de 1734. Il semble que ce soit le James Bertie qui a été battu à Westbury lors de cette élection. Il présente une pétition contre le résultat des élections, mais cela est refusé car il n'a pas produit la qualification de propriété requise . 

## Famille
Quelque temps après la mort de sa première femme en 1715, Bertie épouse Elizabeth Calvert, la fille du révérend George Calvert, recteur de Stanwell.  
Bertie est décédé le 18 octobre 1735. Il a dix fils et quatre filles par sa première femme, bien que cinq des fils et trois des filles l'aient précédé dans la tombe. Il n'a pas d'enfants par sa deuxième épouse. Ses enfants étaient: 
- Willoughby Bertie (3e comte d'Abingdon) (1692-1760)
- Edward Bertie (décédé le 21 septembre 1733), avocat [5]
- Rev. William Bertie (décédé le 29 août 1757), recteur d' Albury épouse sa cousine germaine, l'hon. Anne Bulkeley, fille de Richard Bulkeley (4e vicomte Bulkeley) [6]
- Henry Bertie
- John Bertie (décédé le 1er février 1774), recteur de Kenn, prébendaire de la Cathédrale Saint-Pierre d'Exeter, épouse Mary Nicholas [7]
- Bridget Bertie (décédée en 1734), épouse Robert Coytmore (c.1691–1725)